# Crystal Palace (Fußballverein)
Crystal Palace  (offiziell: Crystal Palace Football Club; Crystal Palace bedeutet „Kristallpalast“) – auch bekannt als The Eagles (deutsch Die Adler) bzw. ursprünglich bis 1973 als The Glaziers (deutsch Die Glaser)  – ist ein 1905 im gleichnamigen Gebäude gegründeter englischer Fußballverein aus der Hauptstadt London. Die Klubfarben sind blau-rot und die Heimspielstätte ist seit 1924 der Selhurst Park im südlich gelegenen Stadtteil South Norwood. Nach dem ersten Erstligaaufstieg im Jahr 1969 etablierte sich der Verein ab 1977 dauerhaft in den beiden obersten englischen Spielklassen und seit der Saison 2013/14 spielt er nach zuvor achtjähriger Unterbrechung wieder in der Premier League. Der größte Erfolg ist der Gewinn des FA Cup 2024/25 gegen Manchester City (1:0). Daneben zählt der dritte Platz in der Saison 1990/91 in der ersten englischen Liga zu den größten Erfolgen.

## Geschichte

### Entstehungsgeschichte
Seit 1895 trug der englische Fußballverband (FA) seine Pokalendspiele im Londoner Leichtathletikstadion Crystal Palace, das als Sportanlage zu dem unweit gelegenen gleichnamigen Kristallpalast gehörte, aus. Da diese Veranstaltungen sehr profitabel waren, begannen 1904 die Planungen der Betreibergesellschaft, einen eigenen Fußballverein ins Leben zu rufen, um dadurch bei Heimspielen weitere Gelegenheit zu derlei lukrativer Einnahmemöglichkeit zu schaffen. Bereits viele Jahre zuvor war schon einmal eine Crystal-Palace-Mannschaft im englischen Fußball aufgelaufen. Diese gehörte in der Saison 1871/72 zu den ersten Teilnehmern des FA Cups und unterlag erst im Halbfinale den Royal Engineers. Nach vier weiteren Jahren im Wettbewerb verschwand Crystal Palace wieder von der Fußballbühne, obwohl dort bis 1876 vier englische Nationalspieler in den Reihen gestanden hatten. Die FA lehnte die Neugründung zunächst ab, da sie diesem von einem Unternehmen geplanten Vorhaben grundsätzlich skeptisch gegenüberstand. Durch freundschaftliche Verbindungen des Generaldirektors von Crystal Palace JH Cozens zum Präsidenten von Aston Villa, dem einflussreichen William McGregor, erhielt das Vorhaben aber nicht nur einen prominenten Fürsprecher, sondern mit dem ehemaligen Villa-Vereinsmitglied Edmund Goodman personelle Verstärkung. Goodmann wurde damit betraut, ein Team zusammenzustellen. Mit Sydney Bourne verpflichtete dieser zudem den ersten Präsidenten und blieb dem Klub selbst bis 1925 als Vereinssekretär sowie ab 1907 als Trainer erhalten.

### Anfänge in der Southern League (1905–1920)
Im Jahr 1905 bewarb sich der neu gegründete Fußballverein für die Teilnahme am Spielbetrieb der Football League, wurde jedoch abgelehnt. Auch in der höchsten Spielklasse der Southern League durfte er nicht antreten, so dass der Startpunkt in der Second Division der Southern League war. Dort waren zumeist die Reserveteams der etablierten Erstligavereine vertreten und parallel zu der Southern League spielte Crystal Palace anfänglich noch in der United League. Jack Robson, ehemaliger Trainer des FC Middlesbrough, wurde erster sportlicher Hauptverantwortlicher und dieser brachte eine Reihe von ihm vertrauten Spielern mit zu dem noch jungen Klub, darunter mit Ted Birnie der ehemalige Kapitän von Newcastle United. Die erste Partie in der Southern League gegen die Zweitvertretung des FC Southampton ging zwar mit 3:4 verloren, aber diese Niederlage war die einzige in der kompletten Saison 1905/06, die Crystal Palace vor dem engsten Verfolger Leyton Orient die Meisterschaft und den damit verbundenen Aufstieg in die höchste Spielklasse der Southern League bescherte. Zu einem der Publikumslieblinge hatte sich dabei der in der Region aufgewachsene Stürmer George Woodger entwickelt, der später sogar in der englischen Nationalmannschaft einmal zum Einsatz kommen sollte.
In der Saison 1906/07 hatte der Aufsteiger jedoch mit seiner Form zu kämpfen und schloss nur auf dem vorletzten Platz ab. Im englischen Pokal hingegen verzeichneten die „Glaziers“, wie Crystal Palace in ihrer Anfangszeit bezeichnet wurden, einige Achtungserfolge und der Einzug ins Achtelfinale nach Siegen gegen Newcastle United, den FC Fulham und den FC Brentford gilt bis heute als eine der größten Errungenschaften in der Vereinsgeschichte. Unter Edmund Goodman, der in der Spielzeit 1907/08 das Traineramt übernahm, etablierte sich der Klub in der Southern League, wobei Spieler wie der neue Torhüter Josh Johnson und der von Tottenham Hotspur geholte walisische National- und Flügelspieler Bill Davies maßgeblich für den Positivtrend mitverantwortlich waren, der sich in dem vierten Rang 1908 ausdrückte. Zwar fiel die Mannschaft im Jahr darauf noch einmal auf den 16. Rang zurück, aber in den folgenden fünf Jahren bis 1914 schloss Crystal Palace eine Saison nie schlechter als auf dem siebten Tabellenplatz ab. Dazu wurde der Klub in der Saison 1913/14 nur aufgrund des schlechteren Torquotienten Vizemeister hinter Swindon Town – verantwortlich dafür war, dass am letzten Spieltag gegen den FC Gillingham nur ein Remis erzielt werden konnte. Wichtige Spieler zu dieser Zeit waren Charlie Woodhouse, der den zu Oldham Athletic abgewanderten Woodger bis zu seinem plötzlichen Tod 1911 ersetzt hatte, und Ted Smith, die für zahlreiche Tore sorgten.
Der Erste Weltkrieg forderte von Crystal Palace großen Tribut. Da das Gebäude samt Gelände im Februar 1915 kurzfristig zu Kriegszwecken beschlagnahmt wurde, durfte der Verein seine Heimspiele dort nicht mehr austragen. Dazu war unter anderem Kapitän Harry Hanger gleichsam an die Front berufen worden wie die Flügelspieler Ben Bateman und John Whibley. Gespielt wurde fortan mit Leih- und Gastspielern in der gemieteten Stätte Herne Hill. Da der offizielle Spielbetrieb in der Southern League und im FA Cup pausierte, trat der Verein – oftmals ohne einen einzigen Spieler aus der Vorkriegszeit – wie viele andere aus der Hauptstadt in der London Combination an. In der Saison 1918/19 zog man zum neuen Stadion The Nest weiter, die gegenüber der heutigen Spielstätte Selhurst Park liegt. Es war gleichzeitig die letzte Spielzeit in der London Combination und sie brachte dem Klub mit dem Verteidiger Jack Little und Torhüter Jack Alderson zwei Neulinge, die künftig Schlüsselspieler von Crystal Palace werden sollten. Diese waren maßgeblich dafür mitverantwortlich, dass die neu zusammengestellte Mannschaft 1920 einen respektablen dritten Platz in der Southern League erreichte und sich gleichzeitig der Zuschauerzuspruch schlagartig erhöhte.

### Zwischen den beiden Weltkriegen (1920–1939)
Zur Saison 1920/21 führte die Football League die drittklassige Third Division ein und lud dazu alle Vereine aus der höchsten Southern-League-Spielklasse ein. Crystal Palace startete mit einer 1:2-Niederlage gegen Merthyr Town, zeigte sich jedoch im weiteren Saisonverlauf konstant mit 16 ungeschlagenen Spielen in Serie. Darunter waren vor Ostern 1921 auch acht Siege in Folge, die letztlich den Weg zum Aufstieg in die Second Division als Drittligameister bereiteten. Der Klub führte eine Reihe von Modernisierungen im Stadion The Nest durch und 20.000 Zuschauer sahen das erste Zweitligaspiel gegen den späteren Meister Nottingham Forest (mit dem damaligen Nationaltorhüter Sam Hardy), das mit einem spektakulären 4:1-Erfolg endete. Abschließend stand ebenso ein gesicherter Platz im unteren Mittelfeld zu Buche wie in den beiden folgenden Jahren bis 1924. Während dieser Zeit war auch an einer neuen Spielstätte gebaut worden. Der von dem bekannten Architekten Archibald Leitch designte Selhurst Park kostete 30.000 Pfund und obwohl sich die Fertigstellung nicht nach Plan gestaltete, absolvierte Crystal Palace am 30. August 1924 sein erstes Zweitligaspiel gegen The Wednesday (0:1) in dem noch unfertigen Stadion. Die Niederlage war die Eröffnung zu einem durchwachsenen Start in die Saison 1924/25. Bis zum Jahresende gewannen die Glaziers nur zweimal und am Ende stiegen sie als Tabellenvorletzter in die Drittklassigkeit ab.
In der mittlerweile zweigeteilten Third Division zählte Crystal Palace in der Südstaffel fortan nicht zu den ernsthaften Aufstiegsaspiranten und obwohl das Team in den Spielzeiten 1926/27 und 1927/28 im oberen Tabellendrittel landete, war der Abstand zum jeweiligen Meister mit 17 Punkten in beiden Jahren deutlich. Das Traineramt übte seit 1927 Fred Maven aus, der seinerseits den seit 1925 glücklosen Schotten Alex Maley beerbt hatte. Maven nahm im Sommer 1928 zahlreiche Personaländerungen vor und verpflichtete künftige Leistungsträger wie Stan Charlton, Tom Crilly und Lewis Griffiths. Das neu zusammengestellte Team scheiterte in der Saison 1928/29 als Vizemeister nur knapp hinter dem punktgleichen Aufsteiger Charlton Athletic. Eine weitere „Vereinslegende“ war ab 1929 Peter Simpson, der in 195 Pflichtspielen 165 Tore für Palace schoss und in fünf Spielzeiten die klubinterne Torjägerwertung gewann. Aber trotz dieser neuen Offensivkraft gelang der ersehnte Wiederaufstieg weiter nicht. Dem enttäuschenden neunten Platz in der Saison 1929/30 folgte immerhin eine weitere Vizemeisterschaft ein Jahr später (wenngleich auch hier mit recht großem Abstand zum Aufsteiger Notts County). Die Jahre bis zum Ausbruch des Zweiten Weltkriegs brachten Crystal Palace keine nennenswerten sportlichen Verbesserungen ein. Besondere Vorkommnisse waren im Sommer 1932 der Selbstmord des Torhüters Billy Callender sowie der Rückzug von Edmund Goodman zum Ende der Saison 1932/33.
Als neuer Trainer stieß Tom Bromilow 1935 zu Crystal Palace. Unter seiner Führung schloss die Mannschaft zunächst auf dem sechsten Rang ab, bevor sie im Jahr darauf in die untere Tabellenhälfte hinabglitt. Die letzte Saison 1938/39 vor der kriegsbedingten Pause endete mit einer weiteren Vizemeisterschaft hinter Newport County. Bromilow verließ den Klub im Sommer 1939 in Richtung Leicester City und überließ die Nachfolge George Irwin, einem früheren Torhüter von Crystal Palace, der die Mannschaft durch die schwierigen Kriegsjahre führte.

### Nachkriegsjahre und Abstieg in die vierte Liga (1946–1958)
Nach der kriegsbedingten Unterbrechung der laufenden Saison 1939/40 wurde der offizielle Spielbetrieb eingestellt und der englische Vereinsfußball fand lediglich in regionalen Ligen statt. Erst 1946 ging es für Crystal Palace in der Third Division weiter und die Ambitionen waren von Beginn an groß. Diesen konnte die Mannschaft jedoch nicht gerecht werden. In der Spielzeit 1948/49 belegten die Glaziers sogar nur den letzten Platz und waren darauf angewiesen, dass ihnen der Verband per positivem Wiederwahlverfahren die weitere Teilnahme an der dritten Liga gestattete. Trainer Jack Butler, der 1947 die sportliche Leitung übernommen hatte, trat schließlich zurück und der ehemalige Stürmer des Reserveteams Ronnie Rooke übernahm als neuer Spielertrainer die Geschicke der Mannschaft. Unter Rooke verbesserte sich das Team in der Saison 1949/50 auf den siebten Rang, aber diese Platzierung stellte sich als die beste in der direkten Nachkriegszeit heraus. Rooke gab im Sommer 1950 fast 50.000 Pfund für neue Spieler aus, was für einen Drittligaklub zu diesem Zeitpunkt eine beträchtliche Summe darstellte. Die Investitionen brachten jedoch keinen Erfolg. Zunächst verlor Crystal Palace fünf der ersten sechs Partien, landete Mitte November 1950 am Tabellenende und schied im FA Cup bereits in der ersten Runde gegen den Lokalrivalen FC Millwall aus. Noch vor Jahresfrist trat Rooke von seinem Posten zurück und auch das folgende Trainergespann aus Fred Dawes und Charlie Slade konnte nicht verhindern, dass Crystal Palace am Ende die rote Laterne als Schlusslicht nicht mehr abgab. Für die Misere war vor allem die Torflaute mit dem vereinsinternen Negativrekord mit 33 Toren aus 46 Spielen hauptverantwortlich.
Die Sorgen ließen auch zu Beginn der Saison 1951/52 nicht nach und Mitte Oktober 1951 verließ das Trainerduo den Klub. Der ehemalige englische Nationalspieler Laurie Scott übernahm das Steuerrad und obwohl unter seiner Regie eine bittere Pokalniederlage gegen den unterklassige FC Finchley eingefahren wurde, bedeutete der dreizehnte Platz in der Saison 1952/53 eine deutliche Verbesserung. Dieser Aufwärtstrend konnte jedoch nicht verstetigt werden und nur ein Jahr später fiel das Team auf den 22. Rang zurück. Es folgte im September 1954 die Entlassung von Laurie Scott und eingeleitet von nur einem Sieg aus den ersten elf Spielen war der 21. Platz in der Saison 1954/55 die nächste Enttäuschung. Unter dem neuen Trainer Cyril Spiers richtete der Klub seine Strategie neu aus und konzentrierte sich fortan mehr auf das Finden und Ausbilden junger Talente, was aber mit dem vorletzten Platz in der Spielzeit 1955/56 vorerst nicht belohnt wurde. Die Saison 1957/58 war eine besondere Herausforderung für alle Klubs in den beiden Staffeln der Third Division, da sich der Ligaverband für die Einführung einer eingleisigen dritten Liga und eine darunter liegende Fourth Division entscheiden hatte. Nur die Klubs, die zum Schluss jeweils in der oberen Tabellenhälfte landeten, qualifizierten sich für die neue Third Division. Crystal Palace verbesserte sich zwar auf den vierzehnten Platz, aber dies genügte nicht und so spielte der Klub fortan nur noch viertklassig.

### Von der vierten bis in die erste Liga (1958–1969)
Nach dem Fall in die „Kellerliga“ des englischen Profifußballs war unter dem neuen Trainer George Smith das Ziel eine schnelle Rückkehr in die höherklassigen Divisionen. Smith selbst gab an, dass er, sollte der Aufstieg innerhalb von zwei Jahren nicht gelingen, zurücktreten werde. Nach einem vielversprechenden Saisonstart gegen Crewe Alexandra (6:2) konnte sich die Mannschaft im weiteren Verlauf jedoch nicht auf den obersten Plätzen festsetzen und mit vier Punkten Rückstand auf Shrewsbury Town verpasste Crystal Palace in der Spielzeit 1958/59 sein Ziel. Als auch im zweiten Jahr der Aufstieg in unerreichbare Ferne rückte, hielt Smith im April 1960 sein Wort und machte Platz für einen Nachfolger. Dieser hieß Arthur Rowe und war Smiths Assistent gewesen. Rowe baute Team und Taktik weitgehend um, was wiederum mit fünf Siegen in den ersten sieben Partien der Saison 1960/61 belohnt wurde. Letztlich gewann Crystal Palace 1961 die Vizemeisterschaft hinter Peterborough United und kehrte damit in die Third Division zurück. Gleichzeitig hatte Crystal in der Spielzeit diverse Rekorde gebrochen. Dazu zählten vereinsintern die 110 Ligatore (30 alleine von Johnny Byrne) und auch die 37.774 Zuschauer im Heimspiel gegen den FC Millwall (0:2) stellten einen Viertligarekord dar.
Beim Marsch durch die Ligen setzte Crystal Palace dann Rowes Assistent Dick Graham zum nächsten Schritt an. Graham hatte im Dezember 1962 das Cheftraineramt von dem erkrankten Rowe übernommen und in seiner ersten vollständigen Spielzeit 1963/64 gelang über die Drittligavizemeisterschaft der Aufstieg in die zweitklassige Second Division – 39 Jahre lang hatte der Verein zuvor nicht so hoch gespielt. Palace reihte sich fortan im unteren Mittelfeldbereich der Second Division ein und im Januar 1966 wurde Graham entlassen. Er machte den Weg frei für eine Rückkehr von Arthur Rowe, der das Team interimistisch betreute, bevor im April 1966 mit Bert Head eine neue Dauerlösung gefunden werden konnte.
In den folgenden beiden Jahren bis 1968 stabilisierte die Mannschaft ihre Leistungen weiter, ohne sich zu einem ernsthaften Aufstiegsaspiranten zu entwickeln. In der Saison 1968/69 jedoch sollte Vereinsgeschichte geschrieben werden. Trainer Head verpflichtete den Flügelspieler Colin Taylor, dazu mit Mel Blyth einen weiteren physisch starken Verteidiger. Gemeinsam setzte Crystal Palace ab Januar 1969 bis zum Saisonende zu einem Schlussspurt an, gewann zehn von 16 Spielen und war plötzlich dem Aufstieg in die erste Liga nahe. Schließlich erreichte die Mannschaft den zweiten Abschlusstabellenplatz und sicherte sich dadurch zum ersten Mal in der Vereinsgeschichte einen Platz in der obersten englischen Spielklasse.

### Erstligaerfahrungen und die Geburt der „Adler“ (1969–1984)
In der Eliteliga angekommen, erwartete den Verein zwar ein harter Kampf um den Klassenerhalt, aber bereits mit einem Remis zu Beginn der Saison 1969/70 gegen das „große“ Manchester United zeigten sich die Glaziers als wettbewerbsfähig. Letztlich kam Crystal Palace zwar nur auf sechs Siege in 42 Ligapartien; dies genügte aber, um den Abstieg abzuwenden, da sich der AFC Sunderland und Sheffield Wednesday noch knapp dahinter platzierten. Trainer Bert Head verpflichtete anschließend eine Reihe von Neuzugängen und dies wirkte sich am Anfang der Spielzeit 1970/71 mit vier Siegen aus acht Begegnungen positiv aus. Dazu kam ein überraschender 1:0-Auswärtssieg in Old Trafford und zu guter Letzt sicherte das Team mit acht Punkten Abstand auf die Abstiegsplätze recht komfortabel die Klasse. Ein weiterer Rückschlag erfolgte zu Beginn der Saison 1971/72 mit sieben Niederlagen aus neun Spielen, bevor Head reagierte und Alan Birchenhall sowie Steve Kember verkaufte und an ihrer Stelle Bobby Kellard und John Craven anheuern ließ. Besonders Kellard galt danach als Schlüsselspieler, der die Geschicke zu wenden in der Lage war, schnell Mannschaftskapitän wurde und am Ende Crystal Palace ein weiteres Mal (nun vor Nottingham Forest und Huddersfield Town) den Fall in die Zweitklassigkeit ersparte. Ein Jahr später blieb ein ähnlicher „Kraftakt“ aus und trotz eines Trainerwechsels im Frühling 1973 hin zu Malcolm Allison stieg Crystal Palace als Tabellenvorletzter in die Second Division ab.
Mit einer Reihe von symbolischen Neuerungen, darunter neben einem neuen Wappen auch die Einführung des fortan verwendeten Spitznamen „The Eagles“ ging es in die Saison 1973/74. Die 1:4-Heimniederlage im ersten Spiel gegen Notts County war dann jedoch ein Vorgeschmack auf die katastrophal verlaufende Spielzeit, die damit endete, dass das hochgehandelte Crystal Palace nach nur elf Siegen in 42 Spielen in die dritte Liga durchgereicht wurde. Trotz dieser Enttäuschung blieb Allison weiter im Amt und sorgte mit den Verpflichtungen der beiden Queens-Park-Rangers-Akteure Terry Venables und Ian Evans für wegweisende Personalentscheidungen. Sportlich wirkte sich das zunächst nur bedingt positiv aus, denn mit dem jeweils fünften Rang in den Jahren 1975 und 1976 verpassten die „Eagles“ den angestrebten Wiederaufstieg. In diese Zeit fällt aber einer der größten Erfolge der Vereinsgeschichte, als Crystal Palace als Drittligist erst im Halbfinale des FA Cups mit 0:2 am FC Southampton scheiterte. Auf dem Weg dorthin schlugen sie unter anderem den FC Chelsea, Leeds United sowie den AFC Sunderland und erreichten somit als erster Drittligist fast das Finale. Allison verließ danach den Selhurst Park und neuer Trainer wurde Venables, der sofort für einen positiven Entwicklungsschub sorgte.
Crystal Palace erreichte 1977 unter Venables den dritten und letzten Aufstiegsplatz und ließ dabei das punktgleiche Rotherham United mit einer um drei Treffer bessere Tordifferenz hinter sich. Gleichsam aufsehenerregend war der Auftritt im FA Cup gegen Brighton & Hove Albion, als der Sieg im zweiten Wiederholungsspiel eine bis heute aktive Rivalität der beiden Klubs ins Leben rief – besondere Brisanz hatte das Duell auch deswegen, weil Venables in seiner ersten Trainerstation seinem ehemaligen Konkurrenten zu Spielerzeiten in Tottenham Alan Mullery (nun Trainer in Brighton) gegenüberstand. Die solide Zweitligasaison 1977/78 wurde überschattet von einer schweren Verletzung, die sich Kapitän Evans im Duell mit George Best vom FC Fulham zuzog. Evans trat nach einem komplizierten Beinbruch zwei Jahre nicht mehr in einem Profispiel auf und an seiner Stelle führte nun der Schotte Jim Cannon das Team an. Unter Cannon, der mit 571 Ligaspielen zu einer „Vereinslegende“ wurde, lieferte Crystal Palace eine bemerkenswerte Saison 1978/79 ab. Am letzten Spieltag benötigte Palace daheim gegen den FC Burnley einen Punkt zum erneuten Erstligaaufstieg und ein Sieg sollte sogar die Zweitligameisterschaft mit sich bringen. Vor der Rekordkulisse von 51.482 Zuschauern köpfte Ian Walsh rund eine Viertelstunde vor dem Ende zur Beruhigung der Gemüter zum 1:0 ein und kurz vor dem Schlusspfiff sorgte Dave Swindlehurst für den 2:0-Endstand zugunsten von Crystal Palace.
Gleich zweimal durchbrach der Klub im Sommer 1979 seine Rekordablösesumme bei den Verpflichtungen von Gerry Francis und Mike Flanagan und Ende September 1979 war die Mannschaft, die schon als „Team der 80er“ gefeiert wurde, plötzlich Tabellenführer der ersten Liga. Letztlich belegte man den dreizehnten Abschlusstabellenrang. Die vielversprechenden Ansätze fanden danach jedoch keine Fortsetzung, denn nur ein Jahr später folgte der Abstieg als Tabellenletzter, wobei Venables das „sinkende Schiff“ bereits im Oktober 1980 in Richtung der Queens Park Rangers verlassen hatte. Crystal Palace erholte sich von diesem frühen Rückschlag nicht mehr und ab November 1980 gelangen unter drei verschiedenen Trainer und mit dem neuen Eigentümer Ron Noades in 27 Spielen nur zwei Siege. Dario Gradi blieb zu Beginn der Spielzeit 1981/82 zunächst weiter im Amt und wurde dann Mitte November 1981 durch den Jugendtrainer Steve Kember ersetzt. Kember führte Crystal Palace zu einem Mittelfeldplatz und viele Anhänger befürworteten seine Weiterbeschäftigung. Stattdessen bestimmte die Klubführung „ausgerechnet“ den Venables-Konkurrenten Alan Mullery zum Nachfolger. Als dieser in den beiden Jahren bis 1984 seine Mannen allerdings nur enttäuschend auf den fünfzehnten und achtzehnten Rang führte, wurde auch er entlassen.

### Die Ära von Steve Coppell (1984–1993)
Nach der wenig erfolgreichen Periode unter Alan Mullery wurde im Juni 1984 Steve Coppell als neuer Trainer vorgestellt. Coppell, der im folgenden Monat gerade einmal 29 Jahre alt wurde, bekam den früheren Kapitän Ian Evans als Assistenten zur Seite gestellt und gemeinsam durchlitt man ein schwieriges erstes „Lehrjahr“. Der Klassenerhalt in der zweiten Liga hing lange am seidenen Faden und erst Überraschungssiege gegen die Aufstiegsaspiranten FC Portsmouth und Blackburn Rovers sorgten im April 1985 für eine Trendwende zum Positiven. Als Glücksfall hatte sich dabei der Transfer von Andy Gray herausgestellt. Gray, der von dem Amateurklub Dulwich Hamlet gekommen war, kam in 21 Spielen zum Einsatz und gemeinsam mit dem im Sommer 1985 verpflichteten Ian Wright, der ebenfalls außerhalb der Profiligen unterwegs gewesen war, verbesserte sich Crystal Palace deutlich auf den fünften Abschlusstabellenrang – Wright und Gray hatten gemeinsam 19 Tore zum Erfolg beigetragen. Coppells Team ging mit gesteigerten Erwartungen in neue Saison 1986/87 und diese wurden schnell genährt, als eine „Notelf“ am ersten Spieltag den FC Barnsley auswärts mit 3:2 besiegte. Mit Mark Bright gesellte sich dazu eine weitere torgefährliche Offensivkraft dazu. Dessen ungeachtet gelang es Crystal Palace aber in mehr als der Hälfte der Auswärtsspiele nicht, ein Tor zu schießen, was am Ende mitverantwortlich dafür war, dass die Qualifikation zu den geschaffenen Aufstieg-Playoffs verpasst wurde. Mangelnde Treffsicherheit war fortan jedoch kein Problem mehr und 44 der insgesamt 86 Ligatore in der Spielzeit 1987/88 ging auf das Konto des Stürmergespanns Wright/Bright. Auch der Neuzugang im Mittelfeld Geoff Thomas war eine deutliche Verstärkung. In der Saison 1988/89 wiederholte das Wright-Bright-Duo seine Ausbeute von 44 Meisterschaftstreffern. Crystal Palace setzte ab März 1989 zu einem Schlussspurt an, der auf Platz 13 begann und nach dem letzten Spieltag auf dem dritten Tabellenrang endete. Der direkte Aufstieg wurde zwar um nur einen Punkt verpasst, aber über den Umweg der Playoff-Spiele gelang die Rückkehr in die oberste englische Spielklasse. In diesem Zusammenhang war das Finale gegen die Blackburn Rovers eine spannende Angelegenheit, denn die Eagles mussten ein 1:3 im Hinspiel aufholen, was diese schließlich mit einem 3:0 dank zweier Tore von Ian Wright und einem Elfmetertreffer von David Madden auch bewerkstelligten.
Copell holte zur Saison 1989/90 den zwischenzeitlich abgewanderten Gray zurück. Nach den ersten fünf Partien wurde Crystal Palace mit 0:9 beim FC Liverpool gedemütigt, was zur Verpflichtung des Torhüters Nigel Martyn (der damit zum ersten britischen „Millionen-Keeper“ wurde) und Abwehrspielers Andy Thorn führte. Die Defensivleistungen stabilisierten sich und am Ende wurde die Klasse auf dem fünfzehnten Rang gesichert. Weitaus größere Aufmerksamkeit erlangte der Klub jedoch durch den Einzug ins FA-Cup-Endspiel. Dort endete die erste spektakuläre Partie nach zweimaliger Führung gegen den Favoriten Manchester United mit 3:3 nach Verlängerung, bevor das Wiederholungsspiel weniger aufsehenerregend mit 0:1 nach einem Gegentor in der 59. Minute durch Lee Martin mit einer Niederlage endete. Die Enttäuschung dauerte nicht lange an, denn die Spielzeit 1990/91 wurde zur erfolgreichsten in der Vereinsgeschichte von Crystal Palace. Am Ende erreichte die Mannschaft mit dem dritten Rang die höchste jemals erreichte Ligaplatzierung. Dabei wurden daheim wurden „Hochkaräter“ wie Manchester United, Liverpool und Nottingham Forest geschlagen und auswärts besiegte man das aufstrebende Leeds United mit 2:1. Dazu gewann der Verein den ZDS Cup durch einen 4:1-Finalerfolg im Wembley-Stadion gegen den FC Everton.
Der Abgang von Ian Wright im Sommer 1991 zum FC Arsenal läutete einen sportlichen Abwärtstrend ein. Zwar belegten Coppells Mannen in der letzten Erstligasaison von Einführung der Premier League noch einmal einen sicheren Mittelfeldplatz, aber bereits ein Jahr später ging es nach nur einem Jahr in der neuen Premier League zurück in die zweite Liga. Am letzten Spieltag benötigten die Eagles einen Punkt bei Arsenal zum Klassenerhalt. Das Vorhaben misslang jedoch und bei der 0:3-Niederlage traf auch Ian Wright gegen seinen alten Arbeitgeber. Crystal Palace hatte zwar 49 Punkte gesammelt, was eine Rekordausbeute für einen Premier-League-Absteiger blieb, aber vor allem die drei abschließenden Siege des Konkurrenten Oldham Athletic wirkten sich fatal aus. Nur wenige Tage nach dem Abstieg trat Coppell als Trainer von Crystal Palace zurück.

### Vom Wiederaufstieg in die Insolvenz (1993–2000)
Für Coppells Nachfolge wurde als naheliegende Lösung der ehemalige Assistant Alan Smith auserwählt. Smith hatte die Mannschaft bereits als Coppells „rechte Hand“ durch die Erstligajahre begleitet und gab auch die unmittelbare Rückkehr in die Premier League als direktes Ziel aus – obwohl wichtige Spieler wie Geoff Thomas (zu den Wolverhampton Wanderers) und Eddie McGoldrick (zum FC Arsenal) den Verein verließen. Diese Tatsache und ein enttäuschender Saisonauftakt – zunächst ein 0:0 in der Auftaktpartie gegen den Außenseiter Tranmere Rovers und danach ein 0:2 bei Bristol City – sorgten aber nicht für nachhaltige Probleme und mit fünf Siegen in Serie kehrte Crystal Palace an die Tabellenspitze zurück. Das Team blieb für den gesamten Rest der Spielzeit stets unter den besten vier Mannschaften und zu Ostern 1994 war das Aufstiegsziel praktisch erreicht. Dazu sorgte ein 3:2-Auswärtssieg beim FC Middlesbrough am 1. Mai 1994 für den vorzeitigen Gewinn der Zweitligameisterschaft. Die zweite Premier-League-Saison war jedoch auch nicht von Erfolg gekrönt und der viertletzte Platz reichte nicht für den Klassenerhalt. Eine 2:3-Niederlage bei Newcastle United besiegelte letztlich den Abstieg, was auch daran lag, dass die Premier League von 22 auf 20 Teilnehmer reduziert wurde und sich dadurch die Anzahl der Absteiger erhöhte.
Neuer Trainer zur Saison 1995 wurde Ray Lewington und an seine Seite Steve Coppell als neuer technischer Direktor zurückgeholt. Die Darbietungen auf dem Platz waren jedoch sehr durchwachsen und Anfang Februar 1996 wurde Lewington durch Dave Bassett ersetzt. Unter Bassett setzte sofort eine Verbesserung ein. Crystal Palace blieb im März 1996 mit sechs Siegen und zwei Remis ungeschlagen und setzte sich wieder in der Spitzengruppe fest. Einige Niederlagen kosteten dann jedoch eine Platzierung auf den direkten Aufstiegsrängen und in den Playoff-Spielen musste sich das Team im Finale knapp Leicester City (1:2) geschlagen geben, als Steve Claridge in der Verlängerung für die Entscheidung sorgte. Ein Jahr später stand Crystal Palace im Mai 1997 ein weiteres Mal im Play-off-Endspiel. Vorausgegangen war Coppells Comeback als Trainer, nachdem Bassett den Klub in Richtung Nottingham Forest verlassen hatte. Nunmehr hatte Crystal Palace im Finale das bessere Ende für sich, als David Hopkin in der letzten Minute das 1:0 gegen Sheffield United besorgte. Hopkin wechselte unmittelbar darauf für 3,5 Millionen Pfund zu Leeds United, während mit Attilio Lombardo von Juventus Turin eine spektakuläre Verpflichtung getätigt wurde. Aber auch beim dritten Anlauf konnte in der Premier League die Klasse nicht gehalten werden. Eine Serie von acht Meisterschaftsniederlagen zwischen Januar und März 1998 sorgte für Coppells Rücktritt und Lombardo übernahm bis zum Ende der Saison das Amt des Spielertrainers. Der Italiener leitete fortan die Teamgeschicke gemeinsam mit dem Schweden Tomas Brolin, war dabei allerdings wenig erfolgreich.
Im Verlauf eines ereignisreichen Sommers 1998 übernahm Mark Goldberg die Mehrheit der Klubanteile. In einer der ersten Amtshandlungen verpflichtete er den ehemaligen Erfolgstrainer Terry Venables und gemeinsam bestritt man erstmals europäische Duelle im UI-Cup gegen das türkische Samsunspor, die jedoch mit zwei 0:2-Niederlagen endeten. Auch die Ligaresultate ließen zu wünschen übrig und dazu spitzte sich die finanzielle Situation immer weiter zu. Bis November 1998 setzte Goldberg ein striktes Sparprogramm um und entließ gleichsam Venables und dessen kostspieliges Trainerteam. Im Januar 1999 übernahm Coppell ein weiteres Mal den Trainerjob und mit einer sehr jungen Mannschaft erreichte er noch einen Mittelfeldplatz in der zweiten Liga. Im März 1999 wurde über den Verein ein Insolvenzverfahren eröffnet, das sich dann über die gesamte Saison 1999/2000 erstreckte. Goldberg war bereits zu Beginn der Spielzeit zurückgetreten und der beliebte Peter Morley wurde sein Nachfolger. Coppell hatte zwischenzeitlich die sportlichen Leistungen ein wenig konsolidiert, was vor allem seinem geschickten Vorgehen bei Leihgeschäften zu verdanken war. Darunter waren erfahrene Leute wie Terry Phelan und Youngster wie Ashley Cole und Mikael Forssell, die großen Anteil am Klassenerhalt von Crystal Palace hatten.
Nach 16 Monaten konnte letztlich ein neuer Käufer für den Klub gefunden werden. Eine Vereinigung von Anhängern des Klubs mit dem Namen „The Crystal Palace Supporters’ Trust“ hatte dem Klub immer wieder unterstützend unter die Arme gegriffen, bevor der Millionär Simon Jordan den Verein als Vorsitzender der neuen Gesellschaft mit dem Namen „Crystal Palace 2000“ aus der Insolvenz herauslöste.

### Entwicklung ab 2000
2004 folgte der erneute Aufstieg in die Premier League. Nach nur einer Saison ging es 2005 allerdings wieder zurück in die nun Football League Championship genannte zweite englische Liga. Dort belegte das Team in der Saison 2005/06 Platz sechs und erreichte damit die Play-offs um den Aufstieg in die Premier League, scheiterte jedoch in der ersten Playoff-Runde am FC Watford.
2006 gründete der Verein einen Zwillingsclub in den USA. Crystal Palace Baltimore spielte bis zur Auflösung im Jahr 2010 in der USSF Division 2 Professional League, der zweithöchsten US-amerikanischen Liga.
Im Verlauf der Saison 2009/10 musste der Klub Insolvenz anmelden. Er nahm dennoch weiterhin am Spielbetrieb der Football League Championship teil. Vom Verband erhielt Crystal Palace eine Strafe in Form eines Abzugs von 10 Punkten, schaffte jedoch knapp den Klassenerhalt.
In der Saison 2012/13 gelang dem Klub unter Trainer Ian Holloway am 27. Mai 2013 im Play-off-Finale durch einen 1:0-Erfolg (n. V.) gegen den FC Watford der Aufstieg in die Premier League. Zuvor hatte man sich im Halbfinale der Play-offs gegen Brighton in Hin- und Rückspiel durchgesetzt.

### Zurück in der Premier League: Ab 2013
Palace gilt als klassischer Fahrstuhlverein und konnte seit Gründung der Premier League 1992 noch nie die Klasse halten, es wurde daher eine sehr schwierige Premier League Saison erwartet. Unter Manager Ian Holloway konnte nur eines der ersten 9 Spiele gewonnen werden. Im Oktober verließ Holloway den Verein, daraufhin übernahm Keit Millen interimistisch den Managerposten. Im November wurde dann Tony Pulis, vorher lange Zeit erfolgreicher Trainer von Stoke City, für den Posten verpflichtet. Unter seiner Führung gelang Crystal Palace eine Trendwende, und Mitte April war man bereits vor dem Abstieg gerettet.
Vor Beginn der Saison 2014/15 überwarf sich Pulis allerdings mit der Vereinsführung und verließ den Verein. Als Nachfolger verpflichtete man etwas überraschend Trainer-Routinier Neil Warnock. Palace hatte auch zu Beginn dieser Saison große Schwierigkeiten und fand sich meistens auf den Abstiegsrängen wieder. Im Januar wurde Warnock schließlich von Alan Pardew abgelöst, den man aus seinem Vertrag bei Newcastle United herauskaufte. Unter Pardew verbesserten sich die Resultate und Palace konnte wieder relativ früh den Klassenerhalt feiern. Als Highlight konnte man das letzte Heimspiel von Steven Gerrard für den FC Liverpool an der Anfield Road mit 3:1 gewinnen.

## Kader der Saison 2024/25
Stand: 29. April 2025
| Nr.        | Nat.               | Name                 | Geburtstag    | im Verein seit | Vertrag bis |     |
| Tor        | Tor                | Tor                  | Tor           | Tor            | Tor         | Tor |
| ---------- | ------------------ | -------------------- | ------------- | -------------- | ----------- | --- |
| 01         | England            | Dean Henderson       | 12. März 1997 | 2023           | 2028        |     |
| 30         | Vereinigte Staaten | Matt Turner          | 24. Juni 1994 | 2024           | 2025        |     |
| 31         | England            | Remi Matthews        | 10. Feb. 1994 | 2021           | 2025        |     |
| Abwehr     |                    |                      |               |                |             |     |
| 02         | England            | Joel Ward            | 29. Okt. 1989 | 2012           | 2025        |     |
| 03         | England            | Tyrick Mitchell      | 1. Sep. 1999  | 2020           | 2025        |     |
| 05         | Frankreich         | Maxence Lacroix      | 6. Apr. 2000  | 2024           | 2029        |     |
| 06         | England            | Marc Guéhi           | 13. Juli 2000 | 2021           | 2026        |     |
| 12         | Kolumbien          | Daniel Muñoz         | 26. Mai 1996  | 2024           | 2028        |     |
| 17         | England            | Nathaniel Clyne      | 5. Apr. 1991  | 2020           | 2025        |     |
| 25         | England            | Ben Chilwell         | 21. Dez. 1996 | 2025           | 2025        |     |
| 26         | Vereinigte Staaten | Chris Richards       | 28. März 2000 | 2022           | 2027        |     |
| 34         | Marokko            | Chadi Riad           | 17. Juni 2003 | 2024           | 2029        |     |
| 58         | England            | Caleb Kporha         | 15. Juli 2006 | 2024           | 2029        |     |
| Mittelfeld |                    |                      |               |                |             |     |
| 07         | Senegal            | Ismaïla Sarr         | 25. Feb. 1998 | 2024           | 2029        |     |
| 08         | Kolumbien          | Jefferson Lerma      | 7. Okt. 1987  | 2014           | 2026        |     |
| 10         | England            | Eberechi Eze         | 29. Juni 1998 | 2020           | 2027        |     |
| 18         | Japan              | Daichi Kamada        | 5. Aug. 1996  | 2024           | 2026        |     |
| 19         | England            | Will Hughes          | 17. Apr. 1995 | 2021           | 2027        |     |
| 20         | England            | Adam Wharton         | 6. Feb. 2004  | 2024           | 2029        |     |
| 21         | England            | Romain Esse          | 13. Mai 2005  | 2025           | 2030        |     |
| 23         | England            | Malcolm Ebiowei      | 4. Sep. 2003  | 2022           | 2027        |     |
| 28         | Mali               | Cheick Doucouré      | 8. Jan. 2000  | 2022           | 2029        |     |
| 42         | England            | Kaden Rodney         | 7. Okt. 2004  | 2022           |             |     |
| 55         | Nordirland         | Justin Devenny       | 11. Okt. 2003 | 2023           | 2027        |     |
|            | Sierra Leone       | Hindolo Mustapha     | 29. Juli 2006 | 2022           | 2027        |     |
| Sturm      |                    |                      |               |                |             |     |
| 09         | England            | Eddie Nketiah        | 30. Mai 1999  | 2024           | 2029        |     |
| 11         | Brasilien          | Matheus França       | 1. Apr. 2004  | 2023           | 2028        |     |
| 14         | Frankreich         | Jean-Philippe Mateta | 28. Juni 1997 | 2022           | 2026        |     |
| 55         | Irland             | Franco Umeh-Chibueze | 26. Jan. 2005 | 2023           | 2027        |     |
| 63         | England            | Zach March           | 6. Okt. 2005  | 2024           |             |     |

## Bekannte ehemalige Spieler

### Player of the Year (seit 1971)
Seit 1972 küren die Vereinsanhänger jährlich zum Saisonende ihren Spieler des Jahres.
| Jahr | Gewinner         |
| ---- | ---------------- |
| 1972 | John McCormick   |
| 1973 | Tony Taylor      |
| 1974 | Peter Taylor     |
| 1975 | Derek Jeffries   |
| 1976 | Peter Taylor     |
| 1977 | Kenny Sansom     |
| 1978 | Jim Cannon       |
| 1979 | Kenny Sansom     |
| 1980 | Paul Hinshelwood |
| 1981 | Paul Hinshelwood |

| Jahr | Gewinner      |
| ---- | ------------- |
| 1982 | Paul Barron   |
| 1983 | Jerry Murphy  |
| 1984 | Billy Gilbert |
| 1985 | Jim Cannon    |
| 1986 | George Wood   |
| 1987 | Jim Cannon    |
| 1988 | Geoff Thomas  |
| 1989 | Ian Wright    |
| 1990 | Mark Bright   |
| 1991 | Geoff Thomas  |

| Jahr | Gewinner         |
| ---- | ---------------- |
| 1992 | Eddie McGoldrick |
| 1993 | Andy Thorn       |
| 1994 | Chris Coleman    |
| 1995 | Richard Shaw     |
| 1996 | Andy Roberts     |
| 1997 | David Hopkin     |
| 1998 | Marc Edworthy    |
| 1999 | Hayden Mullins   |
| 2000 | Andy Linighan    |
| 2001 | Fan Zhiyi        |

| Jahr | Gewinner        |
| ---- | --------------- |
| 2002 | Dougie Freedman |
| 2003 | Hayden Mullins  |
| 2004 | Andy Johnson    |
| 2005 | Andy Johnson    |
| 2006 | Emmerson Boyce  |
| 2007 | Leon Cort       |
| 2008 | Julián Speroni  |
| 2009 | Julián Speroni  |
| 2010 | Julián Speroni  |
| 2011 | Nathaniel Clyne |

| Jahr | Gewinner          |
| ---- | ----------------- |
| 2012 | Jonathan Parr     |
| 2013 | Mile Jedinak      |
| 2014 | Julián Speroni    |
| 2015 | Scott Dann        |
| 2016 | Wilfried Zaha     |
| 2017 | Wilfried Zaha     |
| 2018 | Wilfried Zaha     |
| 2019 | Aaron Wan-Bissaka |
| 2020 | Jordan Ayew       |
| 2021 | Vicente Guaita    |
| 2022 | Cheick Doucouré   |
| 2023 |                   |

### Rekordspieler
Stand: 30. Juni 2018
| Einsätze | Einsätze         | Einsätze             | Einsätze |
| -------- | ---------------- | -------------------- | -------- |
| 1        | Jim Cannon       | 1971–1988            | 660      |
| 2        | Terry Long       | 1955–1970            | 480      |
| 3        | Albert Harry     | 1921–1934            | 440      |
| 4        | Julián Speroni   | 2004–2019            | 403      |
| 5        | John Jackson     | 1962–1973            | 388      |
| 6        | Dougie Freedman  | 1995–1997, 2000–2008 | 368      |
| 7        | Nigel Martyn     | 1989–1996            | 349      |
| 8        | Simon Rodger     | 1990–2002            | 328      |
| 9        | Paul Hinshelwood | 1971–1983            | 319      |
| 10       | David Payne      | 1964–1973            | 318      |

| Tore | Tore             | Tore                 | Tore |
| ---- | ---------------- | -------------------- | ---- |
| 1    | Peter Simpson    | 1929–1935            | 165  |
| 2    | Ted Smith        | 1911–1920            | 124  |
| 3    | Ian Wright       | 1985–1991            | 117  |
| 4    | Mark Bright      | 1986–1992            | 113  |
| 4    | Clinton Morrison | 1997–2002, 2005–2008 | 113  |
| 6    | Dougie Freedman  | 1995–1997, 2000–2008 | 108  |
| 7    | George Clarke    | 1925–1933            | 106  |
| 8    | Johnny Byrne     | 1956–1962, 1967–1968 | 101  |
| 9    | Albert Dawes     | 1933–1936, 1938–1939 | 92   |
| 10   | Andy Johnson     | 2002–2006, 2014–2015 | 85   |

## Liste der Trainer
- Jack Robson (1905–1907)
- Edmund Goodman (1907–1925)
- Alex Maley (1925–1927)
- Fred Maven (1927–1930)
- Jack Tresadern (1930–1935)
- Tom Bromilow (1935–1936)
- R.S. Moyes (1936)
- Tom Bromilow (1936–1939)
- George Irwin (1939–1947)
- Jack Butler (1947–1949)
- Ronnie Rooke (1949–1950)
- Charlie Slade (1950–1951)
- Laurie Scott (1951–1954)
- Cyril Spiers (1954–1958)
- George Smith (1958–1960)
- Arthur Rowe (1960–1962)
- Dick Graham (1962–1966)
- Arthur Rowe (1966)
- Bert Head (1966–1973)
- Malcolm Allison (1973–1976)
- Terry Venables (1976–1980)
- Ernie Walley (1980)
- Malcolm Allison (1980–1981)
- Dario Gradi (1981)
- Steve Kember (1981–1982)
- Alan Mullery (1982–1984)
- Steve Coppell (1984–1993)
- Alan Smith (1993–1995)
- Steve Coppell (1995–1996)
- Dave Bassett (1996–1997)
- Steve Coppell (1997–1998)
- Attilio Lombardo (1998)
- Terry Venables (1998–1999)
- Steve Coppell (1999–2000)
- Alan Smith (2000–2001)
- Steve Bruce (2001)
- Trevor Francis (2001–2003)
- Steve Kember (2003)
- Iain Dowie (2003–2006)
- Peter Taylor (2006–2007)
- Neil Warnock (2007–2010)
- Paul Hart (2010)
- George Burley (2010–2011)
- Dougie Freedman (2011–2012)
- Ian Holloway (2012–2013)
- Tony Pulis (2013–2014)
- Neil Warnock (2014)
- Alan Pardew (2015–2016)
- Sam Allardyce (2016–2017)
- Frank de Boer (2017)
- Roy Hodgson (2017–2021)
- Patrick Vieira (2021–2023)
- Roy Hodgson (2023–2024)
- Oliver Glasner (2024–)

## Erfolge
- First Division (II):
  - 1994
- Second Division (II):
  - 1979
- Third Division South (III):
  - 1921
- FA Community Shield:
  - 2025
- FA Cup:
  - 2025
  - Finalist: 1990, 2016
- Full Members Cup:
  - 1991

## Ligazugehörigkeit
- 1905–1920: Southern League
- 1920/21: Football League Third Division
- 1921–1925: Football League Second Division
- 1925–1958: Football League Third Division
- 1958–1961: Football League Fourth Division
- 1961–1964: Football League Third Division
- 1964–1969: Football League Second Division
- 1969–1973: Football League First Division
- 1973/74: Football League Second Division
- 1974–1977: Football League Third Division
- 1977–1979: Football League Second Division
- 1979–1981: Football League First Division
- 1981–1989: Football League Second Division
- 1989–1992: Football League First Division
- 1992/93: Premier League
- 1993/94: Football League First Division
- 1994/95: Premier League
- 1995–1997: Football League First Division
- 1997/98: Premier League
- 1998–2004: Football League First Division
- 2004/05: Premier League
- 2005–2013: Football League Championship
- seit 2013: Premier League